# Амстердам (Нью-Йорк)
Амстердам (англ.  Amsterdam ) — город в округе Монтгомери в штате Нью-Йорк США.

## Описание
Находится в восточной части штата  Нью-Йорк. Расположен вдоль реки Мохок, в 16 милях (26 км) к северо-западу от города Скенектади. Основанный Альбертом Видером в 1783 году, он был известен как Видерсбург, пока не был переименован в честь Амстердама в 1804 году. Его расположение на тропе Мохок, завершение строительства канала Эри (1825 г.; теперь часть системы каналов штата Нью-Йорк) и прибытие железной дороги (1836 г.) стимулировали его развитие. К 1838 году вдоль ручья Чуктанунда, притока Мохок, были построены текстильные фабрики.
Некогда доминирующая в городе ковровая и текстильная промышленность в некоторой степени уступила место разнообразным производствам, в частности, производству электронного оборудования и игрушек. Форт-Джонсон, дом пионера и колониального администратора сэра Уильяма Джонсона с 1749 по 1762 год, и близлежащий Гай-Парк, каменный особняк, построенный в 1773 году для Гая Джонсона, племянника сэра Уильяма, теперь являются государственными историческими объектами. Исторический объект штата Скохари-Кроссинг в 5 милях (8 км) к западу, включает шлюзы и оставшиеся семь арок акведука (1841 г.), который был построен для перекачивания воды канала Эри через поперечный поток. Деревня инкорпорирована в 1830 г.; город с 1885 года. Население в 2000 году — 18 355 жителей; в 2010 году — 18 620 жителей.

## Население
| 2010   | 2020    |
| ------ | ------- |
| 18 620 | ↘18 219 |